# 第十七章：叛教之人
第十七章：叛教之人是美國太空歌劇網路電視劇《曼達洛人》第三季的首播集，本集由節目統籌強·法夫洛編劇，並由瑞克·法穆易瓦執導，於2023年3月1日在Disney+上線。本集播出後獲得評論家的普遍好評。

## 劇情
軍械員為一名將要加入組織的孤兒鑄造一頂新的頭盔，在入會儀式期間，孩童發誓自己永遠不會將頭盔脫下，接著突然襲來的巨獸打斷了這場儀式。多數曼達洛人未能守住性命，但他們被前來團聚的丁·賈林和古古拯救。賈林與軍械員交談，表達他相信他能前往曼達洛星並浸泡在礦井中的活水。軍械員表示如果他能夠達成，就同意讓他回歸族人。
賈林和古古前往尼瓦羅星球探訪現任高級法官格里夫·卡加。卡加原本為賈林準備一棟住所，但賈林拒絕定居。兩人在街上碰見一群屬於卡加公會旗下的海盜，賈林與他們對戰時殺死其他成員，僅留下一名活口，以便告訴其他人格里夫的強大。
事後賈林表示想要計劃讓IG-11重生，因為他需要一個機器人陪伴他前往曼達洛星。兩人自他的紀念雕像上拆取IG-11剩餘的零件，試圖讓他重生。雖然他們成功重啟IG-11，但他早已格式化，恢復至以往程式的設定，因此他嘗試殺死古古。他們將IG-11關機後向安澤蘭人機械師尋求協助。他們告訴賈林修復IG-11需要有一個記憶核心。賈林離開尼瓦羅去尋找記憶核心，並讓卡加在他離去的期間關照IG-11。
賈林離開尼瓦羅之時，他和古古遭到先前那群海盜的襲擊，其中包含那名他們之前放過的成員。他們被引誘至海盜領袖高利安·夏德的所在，他要求賈林交出他的船，但賈林跳入超空間逃離並前往卡勒瓦拉星，該星球為曼達洛星系中的一顆行星，現今居住在星球上的城堡的博-卡坦·克里茲告訴賈林她不再打算復興曼達洛星，因為她的盟友離去後成為他人的傭兵。

## 製作

### 開發
當討論至飾演卡拉·鄧恩的吉娜·卡拉諾因被解僱而缺席時，本集的導演瑞克·法穆易瓦表示該名角色仍是「這個世界的重點要素」，而法夫洛花了時間解決她未登場的問題。不過創意人員知道「本劇的核心」聚焦在丁·賈林和古古身上，戴夫·費羅尼表示本季「主要的內容為曼達洛人、曼達洛人的傳奇，以及曼達洛人的故事」，以及這些將如何影響兩人的故事。

### 選角
前幾集登場的聯合主演演員均會原班回歸，包括飾演軍械員的艾蜜莉·史瓦洛、飾演格里夫·卡加的卡爾·韋瑟斯、聲演IG-11的塔伊加·維迪提和飾演博-卡坦·克里茲的凱蒂·薩克沃夫。本集的其他客串演員包括吉米·金摩的侄子韋斯利·金摩（飾演曼達洛族的孤兒拉格納）和諾索·安諾茲（飾演海盜高利安·夏德）。曼達洛人由特技替身布倫丹·韋恩和拉蒂夫·克勞德飾演，而韋恩和克勞德在本集中首次獲得合作演出榮譽。

### 音樂
本集的音譜由約瑟夫·雪利代替魯德溫·葛瑞森創作。

## 迴響
第十七章：叛教之人在爛番茄上，根據29篇評論獲得了86%的新鮮度，平均評比為7.2/10。該網站對本集的關鍵共識寫道：「即便他們已為即將發生的一切做好了準備，但《曼達洛人》第三季開頭的戰役畫面，開啟了丁和古古充滿希望的新歷險」。在Metacritic上，14位評論家為本集的加權平均分數給出70分（滿分為100），表明是一個「普遍的好評」。

## 外部連結
- 互联网电影数据库（IMDb）上《第十七章：叛教之人》的资料（英文）
- 官方网站
- Wookieepedia上的相关条目：第十七章：叛教之人